# Rally van Corsica 1977
De Rally van Corsica 1977, officieel 21ème Tour de Corse, was de 21ste editie van de Rally van Corsica en de tiende ronde van het Wereldkampioenschap Rally in 1977. Het was de 51ste rally van het FIA Wereldkampioenschap Rally.

## Resultaten en rangschikking
| Top tien klassement | Top tien klassement | Top tien klassement                        | Top tien klassement                           | Top tien klassement | Top tien klassement | Top tien klassement | Top tien klassement |
| Pos                 | Nr                  | Rijder Navigator                           | Auto Inschrijving                             | Gr                  | Tijd                | Verschil            | Punten              |
| ------------------- | ------------------- | ------------------------------------------ | --------------------------------------------- | ------------------- | ------------------- | ------------------- | ------------------- |
| 1                   | 5                   | Bernard Darniche Alain Mahé                | Fiat 131 Abarth Fiat Italia                   | 4                   | 08:13.40            | 0.00                | -                   |
| 2                   | 4                   | Raffaele Pinto Arnaldo Bernacchini         | Lancia Stratos HF Alitalia Lancia             | 4                   | 08:17.07            | + 3.27              | -                   |
| 3                   | 3                   | Fulvio Bacchelli Bruno Scabini             | Fiat 131 Abarth Fiat Italia                   | 4                   | 08:24.07            | + 10.27             | -                   |
| 4                   | 19                  | Tony Carello Maurizio Perissinot           | Lancia Stratos HF Tony Carello                | 4                   | 08:25.02            | + 11.22             | -                   |
| 5                   | 16                  | Francis Vincent Francis Calvier            | Fiat 131 Abarth Francis Vincent               | 4                   | 08:30.01            | + 16.21             | -                   |
| 6                   | 18                  | Jacques Alméras 'Tilber'                   | Porsche 911 Jacques Alméras                   | 4                   | 08:34.24            | + 20.44             | -                   |
| 7                   | 9                   | Maurizio Verini Ninni Russo                | Fiat 131 Abarth Fiat Italia                   | 4                   | 08:49.58            | + 36.18             | -                   |
| 8                   | 20                  | Michèle Mouton Françoise Conconi           | Fiat 131 Abarth Michèle Mouton                | 4                   | 08:50.48            | + 37.08             | -                   |
| 9                   | 36                  | Gérard Swaton Bernard Cordesse             | Porsche 911 Gérard Swaton                     | 3                   | 08:58.39            | + 44.59             | -                   |
| 10                  | 51                  | Jean-Claude Lefèbvre Jean Todt             | Peugeot 104 ZS Team Esso Peugeot              | 2                   | 08:59.01            | + 45.21             | -                   |
| Niet aan de finish  |                     |                                            |                                               |                     |                     |                     |                     |
| Pos                 | Nr                  | Rijder Navigator                           | Auto Inschrijving                             | Gr                  | KP                  | Reden               | Punten              |
| NF                  | 1                   | Sandro Munari Piero Sodano                 | Lancia Stratos HF Alitalia Lancia             | 4                   | -                   | ongeluk             | -                   |
| NF                  | 2                   | Jean-Pierre Nicolas Vincent Laverne        | Ford Escort RS1800 Jean-Pierre Nicolas        | 4                   | -                   | transmissie         | -                   |
| NF                  | 6                   | Jean-Pierre Manzagol Jean-François Filippi | Alpine-Renault A110 1800 Jean-Pierre Manzagol | 4                   | -                   | verloor tijd auto   | -                   |
| NF                  | 7                   | Jean-Claude Andruet Christian Delferrier   | Fiat 131 Abarth Fiat France                   | 4                   | -                   | elektrisch          | -                   |
| NF                  | 8                   | Timo Mäkinen Henry Liddon                  | Peugeot 104 ZS Team Esso Peugeot              | 2                   | -                   | ongeluk             | -                   |
| NF                  | 10                  | Jean-Luc Thérier Michel Vial               | Toyota Celica 2000GT Jean-Luc Thérier         | 4                   | -                   | banden              | -                   |
| NF                  | 12                  | Russell Brookes Martin Holmes              | Ford Escort RS1800 Russell Brookes            | 4                   | -                   | differentieel       | -                   |
| NF                  | 14                  | Bernard Béguin Willy Huret                 | Alpine-Renault A310 V6 Bernard Béguin         | 4                   | -                   | motor               | -                   |
| NF                  | 15                  | Francis Serpaggi Dominique Subrini         | Lancia Stratos HF Francis Serpaggi            | 4                   | -                   | motor               | -                   |
| NF                  | 21                  | Tony Pond Fred Gallagher                   | Triumph TR7 Tony Pond                         | 4                   | -                   | versnellingsbak     | -                   |

#### Statistieken
| Klassementsproeven  | Klassementsproeven |                     | Leiders | Leiders |
| Rijder              | Aantal             | Rijder              | KP      |         |
| Bernard Darniche    | 4                  | Sandro Munari       | 1-2     |         |
| Raffaele Pinto      | 4                  | Jean-Claude Andruet | 3       |         |
| Jacques Alméras     | 2                  | Raffaele Pinto      | 4       |         |
| Jean-Claude Andruet | 1                  | Bernard Darniche    | 5-9     |         |
| Sandro Munari       | 1                  | Raffaele Pinto      | 10      |         |
| Jean-Pierre Nicolas | 1                  | Bernard Darniche    | 11-13   |         |

### Constructeurskampioenschap
| Pos | Constructeur         | MON | SWE | POR | KEN | NZL | GRE | FIN | CAN | ITA | FRA | GBR | Pts |
| --- | -------------------- | --- | --- | --- | --- | --- | --- | --- | --- | --- | --- | --- | --- |
| 1   | Fiat                 | 16  | 14  | 18  |     | 18  | 12  | 16  | 18  | 18  | 18  |     | 148 |
| 2   | Ford                 |     | 14  | 16  | 18  | 16  | 18  | 18  | 14  | 10  |     |     | 124 |
| 3   | Opel                 | 9   | 17  | 13  |     |     | 4   | 8   |     | 13  |     |     | 64  |
| 4   | Lancia               | 18  |     |     | 14  |     |     |     |     | 12  | 16  |     | 60  |
| 5   | Toyota               |     | 10  | 14  |     | 8   |     | 12  | 8   |     |     |     | 52  |
| 6   | Datsun               |     |     |     | 16  |     | 14  |     | 10  |     |     |     | 40  |
| 7   | Porsche              | 14  |     | 4   |     |     |     |     |     | 9   | 8   |     | 35  |
| 8   | Saab                 |     | 18  |     |     |     |     |     | 10  |     |     |     | 28  |
| =   | Mitsubishi           |     |     |     | 12  | 3   |     |     | 13  |     |     |     | 28  |
| 10  | Chrysler             |     |     |     |     |     | 10  | 14  |     |     |     |     | 24  |
| 11  | Renault              |     |     |     |     |     | 7   |     |     | 11  |     |     | 18  |
| 12  | Peugeot              |     |     |     | 6   |     |     |     |     |     | 9   |     | 15  |
| 13  | Seat                 | 14  |     |     |     |     |     |     |     |     |     |     | 14  |
| 14  | Citroën              |     |     |     |     |     | 13  |     |     |     |     |     | 13  |
| 15  | British Leyland Cars |     |     |     |     |     |     |     | 12  |     |     |     | 12  |
| 16  | Alpine-Renault       | 10  |     |     |     |     |     |     |     |     |     |     | 10  |
| =   | Mazda                |     |     |     |     | 10  |     |     |     |     |     |     | 10  |
| 18  | Volvo                |     | 8   |     |     |     |     |     |     |     |     |     | 8   |
| 19  | Škoda                |     |     |     |     |     |     | 7   |     |     |     |     | 7   |
| =   | Alfa Romeo           |     |     |     |     |     |     |     |     | 7   |     |     | 7   |
| 21  | Lada                 |     | 4   |     |     |     |     |     |     |     |     |     | 4   |